# 金京玉
金庆玉（1930年—2024年1月11日），又译金敬玉、金景玉，朝鮮民主主義人民共和国政治人物、軍人。2010年9月被金正日授予朝鮮人民軍大将军衔。

## 履历
朝鲜劳动党组织指导部是在朝鲜总管党、军、政等主要部门组织管理与人事的权力核心机构，金正日兼任组织指导部部长。组织指导部有四个部门，负责人包括负责中央党务的第一副部长李济刚、负责公安的张成泽和负责军事的李勇哲，2008年12月金庆玉被任命为朝鲜劳动党中央组织指导部第一副部长，负责地方党务，因为其之前的工作就是负责管理地方党组织。但负责军队党务的第一副部长李勇哲健康恶化后，金庆玉就开始接手其工作。2010年，组织指导部负责军队党务的第一副部长李勇哲（4月突发心脏病死亡）和负责中央党务的第一副部长李济钢（6月发生交通事故死亡）相继去世，李济钢和李勇哲都曾经是朝鲜“4大权利精英”之一，“4大权利精英”还包括行政部长张成泽和金正日现任夫人金玉。李济刚2004年曾主导肃清时任组织指导部第一副部长张成泽，因此和张成泽派系之间的关系很差。2010年9月金庆玉当选朝鲜劳动党中央军事委员会委员，从金庆玉这次进入军委看，可能其担任的就是以前李勇哲的职务，而另一劳动党元老朴正淳接任李济钢的第一副部长职务，2011年1月22日朴正淳因肺癌去世（82岁），组织指导部则剩张成泽和金庆玉两个第一副部长，张成泽主管中央党务，金庆玉负责军队党务。2014年3月，他在最高人民會議當選為代議員。
2024年1月11日逝世，享年93歲。